# Десета изложба УЛУС-а (1950)
Десета изложба УЛУС-а (1950) је трајала током новембра и децембра 1950. године. Одржана је у галеријском простору Удружења ликовних уметника Србије односно у Уметничком павиљону "Цвијета Зузорић", у Београду.

## Каталог
Корице је израдио Слободан Богојевић.

## Оцењивачки одбор
Оцењивачки одбор чинили су:

### Сликарска секција
1. Ђорђе Андрејевић-Кун
2. Бранко Шотра
3. Винко Грдан
4. Иван Табаковић
5. Мате Зламалик
6. Антон Хутер

### Вајарска секција
1. Лојзе Долинар
2. Стеван Боднаров
3. Радета Станковић

## Излагачи

### Сликарство
1. Анте Абрамовић
2. Андра Андрејевић
3. Ђорђе Андрејевић-Кун
4. Даница Антић
5. Стојан Аралица
6. Милош Т. Бајић
7. Михаил Беренђија
8. Петар Бибић
9. Никола Блажев
10. Слободан Богојевић
11. Вера Божичковић-Поповић
12. Саша Божичковић
13. Милан Божовић
14. Коса Бокшан-Омчикус
15. Ђорђе Бошан
16. Босиљка Валић-Јованчић
17. Павле Васић
18. Божена Вилхар
19. Живојин Влајнић
20. Бета Вукановић
21. Живан Вулић
22. Филип Вучковић
23. Слободан Гавриловић
24. Недељко Гвозденовић
25. Милош Голубовић
26. Никола Граовац
27. Радмила Граовац
28. Винко Грдан
29. Бора Грујић
30. Дана Докић
31. Радмила Ђорђевић
32. Јован Ерић
33. Јован Зоњић
34. Божа Илић
35. Јозо Јанда
36. Мирјана Јанковић
37. Гордана Јовановић
38. Љубинка Јовановић-Михаиловић
39. Милош Јовановић
40. Младен Јосић
41. Вера Јосифовић
42. Пиво Караматијевић
43. Бошко Карановић
44. Милан Керац
45. Бранко Ковачевић
46. Јарослав Кратина
47. Лиза Крижанић
48. Јован Кукић
49. Александар Кумрић
50. Светолик Лукић
51. Стеван Максимовић
52. Душан Миловановић
53. Предраг Милосављевић
54. Милун Митровић
55. Милорад Михаиловић
56. Раденко Мишевић
57. Фрањо Мраз
58. Живорад Настасијевић
59. Петар Омчикус
60. Лепосава Ст. Павловић
61. Споменка Павловић
62. Јефто Перић
63. Михаило С. Петров
64. Зора Петровић
65. Зоран Петровић
66. Јелисавета Ч. Петровић
67. Моша Пијаде
68. Живојин Пиперски
69. Васа Поморишац
70. Ђорђе М. Поповић
71. Зора Поповић
72. Мирко Почуча
73. Божидар Продановић
74. Михаило Протић
75. Миодраг Б. Протић
76. Светозар Радаковић
77. Божидар Раднић
78. Влада Радовић
79. Иван Радовић
80. Бранко Станковић
81. Боривоје Стевановић
82. Едуард Степанчић
83. Владимир Стојановић
84. Живко Стојсављевић
85. Светислав Страла
86. Вера Ћирић
87. Милорад Ћирић
88. Коста Хакман
89. Сабахадин Хоџић
90. Антон Хутер
91. Драгутин Цигарчић
92. Јадвига Четић
93. Милан Четић
94. Вера Чохаџић-Радовановић
95. Миленко Шербан

### Пластика
1. Милан Бесарабић
2. Радмила Граовац
3. Александар Зарин
4. Никола Јанковић
5. Олга Јеврић
6. Јелена Јовановић
7. Јован Кратохвил
8. Франо Менегело-Динчић
9. Петар Палавичини
10. Димитрије Парамендић
11. Славка Петровић-Средовић
12. Радета Станковић
13. Радивој Суботички
14. Јелисавета Шобер

### Графика
1. Петар Бибић
2. Марија Вогелник
3. Бошко Вукашиновић
4. Богољуб Јовановић
5. Пиво Караматијевић
6. Бошко Карановић
7. Драгољуб Перић
8. Стојан Трумић
9. Сабахадин Хоџић
10. Илија Шобајић